# Kroktjärnen (Byske socken, Västerbotten)
Kroktjärnen är en sjö i Skellefteå kommun i Västerbotten och ingår i Byskeälvens huvudavrinningsområde. Sjön har en area på 0,0641 kvadratkilometer och ligger 227,2 meter över havet. Kroktjärnen ligger i Byskeälven Natura 2000-område. Sjön avvattnas av vattendraget Kyrkbäcken.

## Delavrinningsområde
Kroktjärnen ingår i det delavrinningsområde (723188-172814) som SMHI kallar för Ovan None. Medelhöjden är 258 meter över havet och ytan är 7,09 kvadratkilometer. Det finns inga avrinningsområden uppströms utan avrinningsområdet är högsta punkten. Kyrkbäcken som avvattnar avrinningsområdet har biflödesordning 2, vilket innebär att vattnet flödar genom totalt 2 vattendrag innan det når havet efter 39 kilometer. Avrinningsområdet består mestadels av skog (71 procent) och sankmarker (22 procent). Avrinningsområdet har 0,06 kvadratkilometer vattenytor vilket ger det en sjöprocent på 0,9 procent.